# I-MOD

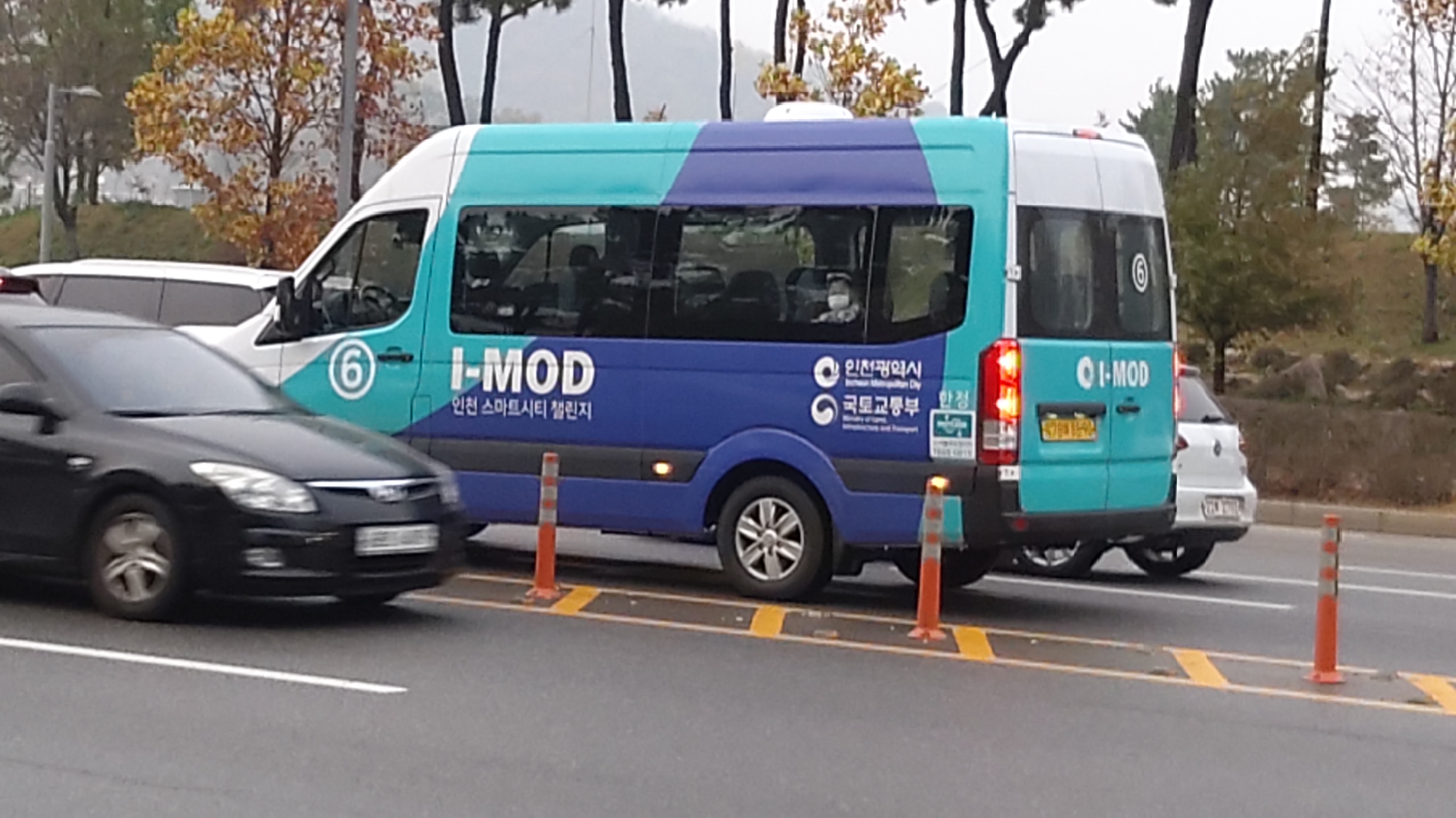

I-MOD(Incheon-Mobility on Demand)는 인천광역시와 현대자동차 컨소시엄이 공동으로 운영하고 있는 수요응답형 버스이다. 정해진 노선 없이 승객의 위치와 목적지에 맞춰 실시간으로 정류장을 정해 운행한다. 2020년 10월 26일 영종국제도시를 필두로 2021년 7월 19일 송도국제도시, 남동산단에서 운행을 개시했다. 이후 2021년 8월부터 검단신도시, 2022년 1월부터 계양1동 지역에서 운행을 시작했으나 시기 미상 남동산단 운행을 종료하고, 결국 2022년 12월 31일, 검단을 제외한 지역의 I-MOD 운행이 종료되었다.